# Alexander Iljitsch Siloti

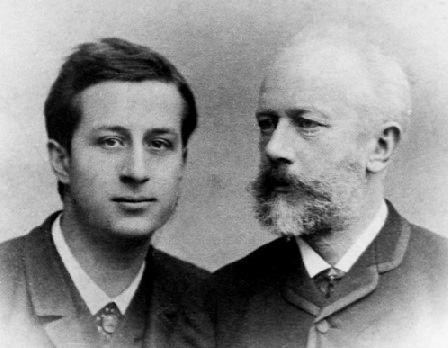
Alexander Siloti (links) mit P. I. Tschaikowski

Alexander Iljitsch Siloti (russisch Александр Ильич Зилоти, wiss. Transliteration Aleksandr Il'ič Ziloti; * 27. Septemberjul. / 9. Oktober 1863greg. in Charkow; † 8. Dezember 1945 in New York) war ein russischer Pianist, Komponist und Dirigent.
Er ist ein Cousin des russischen Pianisten und Komponisten Sergei Rachmaninow.

## Leben
Silotis Vorfahren waren im Verlauf des 18. Jahrhunderts aus Italien kommend in Russland eingewandert.
Siloti, der anfangs von Anton Rubinstein Klavierunterricht erhielt, studierte ab 1871 bei Nikolai Swerew und von 1875 bis 1881 am Moskauer Konservatorium bei Nikolai Rubinstein, Pjotr Tschaikowski und Sergei Tanejew. Bereits 1880 debütierte er erfolgreich in einem Konzert der Russischen Musikgesellschaft (Russkoe muzykal'noe obščestvo, RMO) in Moskau. 1883–1886 Schüler von Franz Liszt in Weimar, konzertierte er erfolgreich in verschiedenen deutschen Städten, wie 1883 auf der Tonkünstlerversammlung zu Leipzig. Auch die Anregung zur Gründung der Liszt-Gesellschaft 1885 in Leipzig geht auf Siloti zurück. Seine pianistische Begabung verhalf ihm zu einer Professur für Klavier 1886–1890 am Moskauer Konservatorium. Zwischen 1891 und 1900 lebte Siloti zeitweilig in Frankfurt am Main, Antwerpen und Leipzig als gefeierter Pianist. 1898 unternahm er eine USA-Tournee und gastierte in New York, Boston, Cincinnati und Chicago. Ab 1903, nachdem er zwei Jahre lang die Moskauer Philharmonischen Sinfoniekonzerte  dirigiert hatte, verlegte Siloti seinen Schwerpunkt auf das Dirigieren und leitete bis 1917 die von ihm ins Leben gerufenen Sinfonie- und Kammermusikkonzerte in Sankt Petersburg.
Seine Rolle als führende Persönlichkeit des russischen Musiklebens endete mit der Oktoberrevolution, während der er ins Blickfeld der Obrigkeit geriet. 1919 kam es zu einer vorübergehenden Festnahme, aufgrund eines Fürsprechers wurde er jedoch wieder auf freien Fuß gesetzt. Er flüchtete mit seiner Familie nach Finnland, konzertierte in Deutschland und England und emigrierte von dort endgültig in die USA. Dort wirkte er bis 1936 als Konzertpianist und lehrte 1924–1942 an der Juilliard School in New York.

## Bedeutung
Siloti hat sich vor allem als Pianist einen Namen gemacht. Als einem der glänzendsten Repräsentanten der Liszt-Schule, verdanken seinem pädagogischen Geschick zahlreiche russische Musiker ihr pianistisches Können, darunter sein jüngerer Cousin Sergei Rachmaninow, Alexander Goldenweiser und Konstantin Igumnow.
In dankbarem Andenken an seinen großen Lehrer veröffentlichte Siloti 1911 seine Erinnerungen an Franz Liszt.
Obwohl Siloti durch seine Tätigkeit als Dirigent im Musikleben Russlands Anfang des 20. Jahrhunderts fruchtbare künstlerische Impulse setzte und in seinen Konzerten vor allem junge russische Komponisten und die französischen Impressionisten förderte, ist sein Ruhm heute nahezu verblasst.
Er bearbeitete Bachs 5. Brandenburgisches Konzert, das Präludium e-moll aus dem Wohltemperierten Klavier I und Vivaldis d-Moll-Konzert für kleines Orchester. Seine bis heute bedeutendsten Bearbeitungen sind jedoch die der Klavierkonzerte Nr. 1 op. 23 in b-Moll und Nr. 2 op. 44 in G-Dur von Tschaikowski. Da Siloti sie teilweise gekürzt und die Tempobezeichnungen verändert hat, werden diese Konzerte heute oft schneller gespielt, als Tschaikowski das eigentlich vorgesehen hatte.